# Большой Чулан
Большой Чулан — река в России, протекает в Пермском крае. Устье реки находится в 219 км по правому берегу реки Колва. Длина реки составляет 16 км.

## Описание
Река берёт начало в западных предгорьях Северного Урала в 15 км к северо-западу от деревни Верхняя Колва. Протекает в северо-восточной части Чердынского района Пермского края. Течёт поначалу в юго-восточном направлении, в нижнем течении поворачивает на северо-восток.

## Данные водного реестра
По данным государственного водного реестра России относится к Камскому бассейновому округу, водохозяйственный участок реки — Кама от водомерного поста у села Бондюг до города Березники, речной подбассейн реки — бассейны притоков Камы до впадения Белой. Речной бассейн реки — Кама.
По данным геоинформационной системы водохозяйственного районирования территории РФ, подготовленной Федеральным агентством водных ресурсов:
- Код водного объекта в государственном водном реестре — 10010100212111100005836
- Код по гидрологической изученности (ГИ) — 111100583
- Код бассейна — 10.01.01.002
- Номер тома по ГИ — 11
- Выпуск по ГИ — 1